# کلیک شیمی
کلیک شیمی در سنتز شیمیایی، یک کلاس از واکنشهای مولکولهای کوچک زیست سازگار است که معمولاً در بیوژنگال استفاده می‌شوند، و این امکان را می‌دهد تا بسترهای مورد نظر را با مولکولهای زیستی خاص پیوند دهد. شیمی کلیک یک واکنش خاص واحد نیست، بلکه روشی برای تولید محصولاتی که در طبیعت نمونه‌هایی را دنبال می‌کنند، که با پیوستن به واحدهای کوچک مدولار نیز موادی تولید می‌کند. در بسیاری از برنامه‌ها، واکنش‌های کلیک به یک زیست‌مولکول و یک مولکول گزارشگر می‌پیوندند. شیمی کلیک محدود به شرایط بیولوژیکی نیست: مفهوم واکنش «کلیک» در کاربردهای دارویی و مختلف زیست سنجی استفاده شده‌است. با این حال، به‌طور قابل توجهی در تشخیص، بومی سازی و واجد شرایط زیست مولکولها مفید واقع شده‌اند.
اصطلاح «شیمی کلیک» توسط کارل شارپلس شیمی‌دان آمریکایی در سال ۱۹۹۸ ابداع شد، و اولین بار توسط Sharpless , Hartmuth Kolb و MG Fin از مؤسسه پژوهشی اسکریپس در سال ۲۰۰۱ توصیف شد.

## مجوز فناوری
مؤسسه تحقیقاتی اسکریپس دارای نمونه ای از حق ثبت اختراعات کلیک شیمی است.